# Hocine Haciane
Hocine Haciane, né le 7 juillet 1986 à Andorre-la-Vieille, est un nageur andorran.
Il a représenté son pays aux Jeux olympiques de 2004 (porte-drapeau de la délégation andorrane), 2008 et 2012, ainsi qu'aux Championnats du monde de 2003, 2005, 2009 et 2011.